# Călești
Călești – wieś w Rumunii, w okręgu Gorj, w gminie Stănești. W 2011 roku liczyła 235 mieszkańców.